# Bokhultet (naturreservat)
Bokhultet är ett naturreservat i Högsby kommun i Kalmar län.
Området är naturskyddat sedan 1996 och är 14 hektar stort. Reservatet ligger söder om bebyggelsen i Böta Kvarn invid Alsterån och besår av gammal orörd bokskog.